# Kéwa
Kéwa è un comune rurale del Mali facente parte del circondario di Djenné, nella regione di Mopti.